# Alphabetische Liste der Asteroiden/E
| Alphabetische Liste der Asteroiden – E |                          |
| Nummer und Name                        | Gruppe / Typ             |
| (6191) Eades                           | Hauptgürtel              |
| (114156) Eamonlittle                   | Hauptgürtel              |
| (3895) Earhart                         | Hauptgürtel              |
| (7275) Earlcarpenter                   | Hauptgürtel              |
| (11691) Easterwood                     | Hauptgürtel              |
| (1205) Ebella                          | Hauptgürtel              |
| (8872) Ebenum                          | Hauptgürtel              |
| (425442) Eberstadt                     | Hauptgürtel              |
| (7791) Ebicykl                         | Hauptgürtel              |
| (5134) Ebilson                         | Hauptgürtel              |
| (36472) Ebina                          | Hauptgürtel              |
| (6308) Ebisuzaki                       | Hauptgürtel              |
| (12383) Eboshi                         | Hauptgürtel              |
| (58569) Eboshiyamakouen                | Hauptgürtel              |
| (37391) Ebre                           | Hauptgürtel              |
| (28524) Ebright                        | Hauptgürtel              |
| (60558) Echeclus                       | Zentaur                  |
| (11887) Echemmon                       | Jupiter-Trojaner         |
| (30708) Echepolos                      | Jupiter-Trojaner         |
| (423205) Echezeaux                     | Hauptgürtel              |
| (136743) Echigo                        | Hauptgürtel              |
| (13229) Echion                         | Jupiter-Trojaner         |
| (65894) Echizenmisaki                  | Hauptgürtel              |
| (4415) Echnaton                        | Hauptgürtel              |
| (60) Echo                              | Hauptgürtel              |
| (12131) Echternach                     | Hauptgürtel              |
| (1750) Eckert                          | Marsbahnkreuzer          |
| (11241) Eckhout                        | Hauptgürtel              |
| (328477) Eckstein                      | Hauptgürtel              |
| (12391) Ecoadachi                      | Hauptgürtel              |
| (10792) Ecuador                        | Hauptgürtel              |
| (436149) Edabel                        | Hauptgürtel              |
| (13448) Edbryce                        | Hauptgürtel              |
| (413) Edburga                          | Hauptgürtel              |
| (673) Edda                             | Hauptgürtel              |
| (33012) Eddieirizarry                  | Hauptgürtel              |
| (24005) Eddieozawa                     | Hauptgürtel              |
| (2761) Eddington                       | Hauptgürtel              |
| (9205) Eddywally                       | Hauptgürtel              |
| (2541) Edebono                         | Hauptgürtel              |
| (14739) Edgarchavez                    | Hauptgürtel              |
| (39882) Edgarmitchell                  | Hauptgürtel              |
| (11726) Edgerton                       | Hauptgürtel              |
| (3487) Edgeworth                       | Hauptgürtel              |
| (7692) Edhenderson                     | Hauptgürtel              |
| (8283) Edinburgh                       | Hauptgürtel              |
| (742) Edisona                          | Hauptgürtel              |
| (517) Edith                            | Hauptgürtel              |
| (5967) Edithlevy                       | Hauptgürtel              |
| (7265) Edithmüller                     | Hauptgürtel              |
| (6029) Edithrand                       | Hauptgürtel              |
| (22723) Edlopez                        | Hauptgürtel              |
| (17032) Edlu                           | Hauptgürtel              |
| (1341) Edmée                           | Hauptgürtel              |
| (12533) Edmond                         | Hauptgürtel              |
| (1761) Edmondson                       | Hauptgürtel              |
| (96193) Edmonton                       | Hauptgürtel              |
| (445) Edna                             | Hauptgürtel              |
| (9782) Edo                             | Hauptgürtel              |
| (27917) Edoardo                        | Hauptgürtel              |
| (15007) Edoardopozio                   | Hauptgürtel              |
| (4966) Edolsen                         | Hauptgürtel              |
| (280641) Edosara                       | Hauptgürtel              |
| (8494) Edpatvega                       | Hauptgürtel              |
| (13077) Edschneider                    | Hauptgürtel              |
| (4854) Edscott                         | Hauptgürtel              |
| (3932) Edshay                          | Hauptgürtel              |
| (7551) Edstolper                       | Hauptgürtel              |
| (340) Eduarda                          | Hauptgürtel              |
| (26532) Eduardoboff                    | Hauptgürtel              |
| (273412) Eduardomissoni                | Hauptgürtel              |
| (159776) Eduardoröhl                   | Hauptgürtel              |
| (20292) Eduardreznik                   | Hauptgürtel              |
| (2440) Educatio                        | Hauptgürtel              |
| (239890) Edudeldon                     | Hauptgürtel              |
| (33383) Edupuganti                     | Hauptgürtel              |
| (9055) Edvardsson                      | Hauptgürtel              |
| (357546) Edwardhalbach                 | Hauptgürtel              |
| (33589) Edwardkim                      | Hauptgürtel              |
| (129335) Edwardlittle                  | Hauptgürtel              |
| (9260) Edwardolson                     | Hauptgürtel              |
| (21367) Edwardpleva                    | Hauptgürtel              |
| (16019) Edwardsu                       | Hauptgürtel              |
| (241527) Edwardwright                  | Hauptgürtel              |
| (6282) Edwelda                         | Hauptgürtel              |
| (1046) Edwin                           | Hauptgürtel              |
| (15077) Edyalge                        | Hauptgürtel              |
| (29638) Eeshakhare                     | Hauptgürtel              |
| (294296) Efeso                         | Hauptgürtel              |
| (2754) Efimov                          | Hauptgürtel              |
| (2269) Efremiana                       | Hauptgürtel              |
| (16516) Efremlevitan                   | Hauptgürtel              |
| (12975) Efremov                        | Hauptgürtel              |
| (84015) Efthymiopoulos                 | Hauptgürtel              |
| (19288) Egami                          | Hauptgürtel              |
| (301061) Egelsbach                     | Hauptgürtel              |
| (3103) Eger                            | Apollo-Typ               |
| (13) Egeria                            | Hauptgürtel              |
| (151659) Egerszegi                     | Hauptgürtel              |
| (31661) Eggebraaten                    | Hauptgürtel              |
| (22401) Egisto                         | Hauptgürtel              |
| (8632) Egleston                        | Hauptgürtel              |
| (320153) Eglitis                       | Hauptgürtel              |
| (8450) Egorov                          | Hauptgürtel              |
| (15231) Ehdita                         | Hauptgürtel              |
| (48736) Ehime                          | Hauptgürtel              |
| (39712) Ehimedaigaku                   | Hauptgürtel              |
| (2113) Ehrdni                          | Hauptgürtel              |
| (58579) Ehrenberg                      | Hauptgürtel              |
| (32796) Ehrenfest                      | Hauptgürtel              |
| (9826) Ehrenfreund                     | Hauptgürtel              |
| (65708) Ehrlich                        | Hauptgürtel              |
| (2274) Ehrsson                         | Hauptgürtel              |
| (9413) Eichendorff                     | Hauptgürtel              |
| (3617) Eicher                          | Hauptgürtel              |
| (4297) Eichhorn                        | Hauptgürtel              |
| (26495) Eichorn                        | Hauptgürtel              |
| (442) Eichsfeldia                      | Hauptgürtel              |
| (10094) Eijikato                       | Hauptgürtel              |
| (9676) Eijkman                         | Hauptgürtel              |
| (11836) Eileen                         | Marsbahnkreuzer          |
| (25695) Eileenjang                     | Hauptgürtel              |
| (20339) Eileenreed                     | Hauptgürtel              |
| (11577) Einasto                        | Hauptgürtel              |
| (11728) Einer                          | Hauptgürtel              |
| (11148) Einhardress                    | Hauptgürtel              |
| (12144) Einhart                        | Hauptgürtel              |
| (2001) Einstein                        | Hauptgürtel              |
| (10774) Eisenach                       | Hauptgürtel              |
| (20136) Eisenhart                      | Hauptgürtel              |
| (20174) Eisenstein                     | Hauptgürtel              |
| (5530) Eisinga                         | Hauptgürtel              |
| (350178) Eisleben                      | Hauptgürtel              |
| (28697) Eitanacks                      | Hauptgürtel              |
| (7125) Eitarodate                      | Hauptgürtel              |
| (189848) Eivissa                       | Hauptgürtel              |
| (5813) Eizaburo                        | Hauptgürtel              |
| (694) Ekard                            | Hauptgürtel              |
| (6955) Ekaterina                       | Hauptgürtel              |
| (27736) Ekaterinburg                   | Hauptgürtel              |
| (20212) Ekbaltouma                     | Hauptgürtel              |
| (18239) Ekers                          | Hauptgürtel              |
| (12496) Ekholm                         | Hauptgürtel              |
| (20371) Ekladyous                      | Hauptgürtel              |
| (9265) Ekman                           | Hauptgürtel              |
| (24713) Ekrutt                         | Hauptgürtel              |
| (4116) Elachi                          | Hauptgürtel              |
| (8886) Elaeagnus                       | Hauptgürtel              |
| (31846) Elainegillum                   | Hauptgürtel              |
| (19808) Elainemccall                   | Hauptgürtel              |
| (6944) Elaineowens                     | Hauptgürtel              |
| (20338) Elainepappas                   | Hauptgürtel              |
| (27263) Elainezhou                     | Hauptgürtel              |
| (18943) Elaisponton                    | Hauptgürtel              |
| (9810) Elanfiller                      | Hauptgürtel              |
| (31824) Elatus                         | Zentaur                  |
| (2567) Elba                            | Hauptgürtel              |
| (160013) Elbrus                        | Hauptgürtel              |
| (6828) Elbsteel                        | Hauptgürtel              |
| (110295) Elcalafate                    | Hauptgürtel              |
| (858) El Djezaïr                       | Hauptgürtel              |
| (26238) Elduval                        | Hauptgürtel              |
| (130) Elektra                          | Hauptgürtel              |
| (268686) Elenaaprile                   | Hauptgürtel              |
| (33539) Elenaberman                    | Hauptgürtel              |
| (52384) Elenapanko                     | Marsbahnkreuzer          |
| (98722) Elenaumberto                   | Hauptgürtel              |
| (354) Eleonora                         | Hauptgürtel              |
| (23355) Elephenor                      | Jupiter-Trojaner         |
| (567) Eleutheria                       | Hauptgürtel              |
| (4974) Elford                          | Hauptgürtel              |
| (618) Elfriede                         | Hauptgürtel              |
| (33863) Elfriederwin                   | Hauptgürtel              |
| (4818) Elgar                           | Hauptgürtel              |
| (95824) Elger                          | Hauptgürtel              |
| (75852) Elgie                          | Hauptgürtel              |
| (6224) El Goresy                       | Hauptgürtel              |
| (1329) Eliane                          | Hauptgürtel              |
| (26970) Eliáš                          | Hauptgürtel              |
| (8804) Eliason                         | Hauptgürtel              |
| (43956) Elidoro                        | Hauptgürtel              |
| (24488) Eliebochner                    | Hauptgürtel              |
| (232763) Eliewiesel                    | Hauptgürtel              |
| (20441) Elijahmena                     | Hauptgürtel              |
| (226861) Elimaor                       | Hauptgürtel              |
| (9356) Elineke                         | Hauptgürtel              |
| (2650) Elinor                          | Hauptgürtel              |
| (17249) Eliotyoung                     | Hauptgürtel              |
| (956) Elisa                            | Hauptgürtel              |
| (412) Elisabetha                       | Hauptgürtel              |
| (25963) Elisalin                       | Hauptgürtel              |
| (147766) Elisatoffoli                  | Hauptgürtel              |
| (11122) Eliscolombini                  | Hauptgürtel              |
| (20835) Eliseadcock                    | Hauptgürtel              |
| (120112) Elizabethacton                | Hauptgürtel              |
| (4502) Elizabethann                    | Hauptgürtel              |
| (15566) Elizabethbaker                 | Hauptgürtel              |
| (28712) Elizabethcorn                  | Hauptgürtel              |
| (39420) Elizabethgaskell               | Hauptgürtel              |
| (130283) Elizabethgraham               | Hauptgürtel              |
| (50719) Elizabethgriffin               | Hauptgürtel              |
| (25036) Elizabethof                    | Hauptgürtel              |
| (101813) Elizabethmarston              | Hauptgürtel              |
| (15118) Elizabethsears                 | Hauptgürtel              |
| (21440) Elizacollins                   | Hauptgürtel              |
| (20283) Elizaheller                    | Hauptgürtel              |
| (24432) Elizamcnitt                    | Hauptgürtel              |
| (15543) Elizateel                      | Hauptgürtel              |
| (16962) Elizawoolard                   | Hauptgürtel              |
| (20586) Elizkolod                      | Hauptgürtel              |
| (25257) Elizmakarron                   | Hauptgürtel              |
| (8252) Elkins-Tanton                   | Hauptgürtel              |
| (80180) Elko                           | Hauptgürtel              |
| (435) Ella                             | Hauptgürtel              |
| (19066) Ellarie                        | Hauptgürtel              |
| (2735) Ellen                           | Hauptgürtel              |
| (3775) Ellenbeth                       | Hauptgürtel              |
| (19768) Ellendoane                     | Hauptgürtel              |
| (18562) Ellenkey                       | Hauptgürtel              |
| (20043) Ellenmacarthur                 | Hauptgürtel              |
| (22871) Ellenoei                       | Hauptgürtel              |
| (26686) Ellenprice                     | Hauptgürtel              |
| (3711) Ellensburg                      | Hauptgürtel              |
| (2311) El Leoncito                     | Hauptgürtel              |
| (2196) Ellicott                        | Hauptgürtel              |
| (3156) Ellington                       | Hauptgürtel              |
| (3193) Elliot                          | Hauptgürtel              |
| (297005) Ellirichter                   | Hauptgürtel              |
| (11980) Ellis                          | Hauptgürtel              |
| (10177) Ellison                        | Hauptgürtel              |
| (616) Elly                             | Hauptgürtel              |
| (5378) Ellyett                         | Hauptgürtel              |
| (2493) Elmer                           | Hauptgürtel              |
| (8377) Elmerreese                      | Hauptgürtel              |
| (5118) Elnapoul                        | Hauptgürtel              |
| (10726) Elodie                         | Hauptgürtel              |
| (156879) Eloïs                         | Hauptgürtel              |
| (13652) Elowitz                        | Hauptgürtel              |
| (59) Elpis                             | Hauptgürtel              |
| (182) Elsa                             | Hauptgürtel              |
| (14611) Elsaadawi                      | Hauptgürtel              |
| (4385) Elsässer                        | Hauptgürtel              |
| (30122) Elschweitzer                   | Hauptgürtel              |
| (17771) Elsheimer                      | Hauptgürtel              |
| (6309) Elsschot                        | Hauptgürtel              |
| (3936) Elst                            | Hauptgürtel              |
| (7968) Elst-Pizarro                    | Hauptgürtel              |
| (2217) Eltigen                         | Hauptgürtel              |
| (15752) Eluard                         | Hauptgürtel              |
| (277) Elvira                           | Hauptgürtel              |
| (246759) Elviracheca                   | Hauptgürtel              |
| (17059) Elvis                          | Hauptgürtel              |
| (1234) Elyna                           | Hauptgürtel              |
| (22528) Elysehope                      | Hauptgürtel              |
| (17795) Elysiasegal                    | Hauptgürtel              |
| (24701) Elyu-Ene                       | Hauptgürtel              |
| (23771) Emaitchar                      | Hauptgürtel              |
| (114026) Emalanushenko                 | Hauptgürtel              |
| (90447) Emans                          | Hauptgürtel              |
| (576) Emanuela                         | Hauptgürtel              |
| (101721) Emanuelfritsch                | Hauptgürtel              |
| (11145) Emanuelli                      | Hauptgürtel              |
| (31584) Emaparker                      | Hauptgürtel              |
| (4895) Embla                           | Hauptgürtel              |
| (5617) Emelyanenko                     | Hauptgürtel              |
| (5087) Emel’yanov                      | Hauptgürtel              |
| (8225) Emerson                         | Hauptgürtel              |
| (33193) Emhyr                          | Hauptgürtel              |
| (10174) Emička                         | Hauptgürtel              |
| (6729) Emiko                           | Hauptgürtel              |
| (82559) Emilbrezina                    | Hauptgürtel              |
| (240381) Emilchyne                     | Hauptgürtel              |
| (19400) Emileclaus                     | Hauptgürtel              |
| (27947) Emilemathieu                   | Hauptgürtel              |
| (15052) Emileschweitzer                | Hauptgürtel              |
| (22080) Emilevasseur                   | Hauptgürtel              |
| (8096) Émilezola                       | Hauptgürtel              |
| (4912) Emilhaury                       | Hauptgürtel              |
| (49469) Emilianomazzoni                | Hauptgürtel              |
| (14627) Emilkowalski                   | Hauptgürtel              |
| (33399) Emilyann                       | Hauptgürtel              |
| (39428) Emilybrontë                    | Hauptgürtel              |
| (27102) Emilychen                      | Hauptgürtel              |
| (28075) Emilyhoffman                   | Hauptgürtel              |
| (18086) Emilykraft                     | Hauptgürtel              |
| (274860) Emilylakdawalla               | Hauptgürtel              |
| (30050) Emilypang                      | Hauptgürtel              |
| (33801) Emilyshi                       | Hauptgürtel              |
| (30328) Emilyspencer                   | Hauptgürtel              |
| (19463) Emilystoll                     | Hauptgürtel              |
| (7372) Emimar                          | Hauptgürtel              |
| (9495) Eminescu                        | Hauptgürtel              |
| (481) Emita                            | Hauptgürtel              |
| (283) Emma                             | Hauptgürtel              |
| (28711) Emmaburnett                    | Hauptgürtel              |
| (22982) Emmacall                       | Hauptgürtel              |
| (39539) Emmadesmet                     | Hauptgürtel              |
| (31494) Emmafreedman                   | Hauptgürtel              |
| (229900) Emmagreaves                   | Hauptgürtel              |
| (65698) Emmarochelle                   | Hauptgürtel              |
| (15513) Emmermann                      | Hauptgürtel              |
| (5391) Emmons                          | Hauptgürtel              |
| (5001) EMP                             | Hauptgürtel              |
| (6152) Empedocles                      | Hauptgürtel              |
| (157473) Emuno                         | Hauptgürtel              |
| (26223) Enari                          | Hauptgürtel              |
| (9134) Encke                           | Hauptgürtel              |
| (5443) Encrenaz                        | Hauptgürtel              |
| (4282) Endate                          | Hauptgürtel              |
| (9197) Endo                            | Hauptgürtel              |
| (7361) Endres                          | Hauptgürtel              |
| (342) Endymion                         | Hauptgürtel              |
| (5711) Eneev                           | Hauptgürtel              |
| (9493) Enescu                          | Hauptgürtel              |
| (4217) Engelhardt                      | Hauptgürtel              |
| (29829) Engels                         | Hauptgürtel              |
| (7548) Engström                        | Hauptgürtel              |
| (6725) Engyoji                         | Hauptgürtel              |
| (229777) ENIAC                         | Hauptgürtel              |
| (13436) Enid                           | Hauptgürtel              |
| (4404) Enirac                          | Hauptgürtel              |
| (227767) Enkibilal                     | Hauptgürtel              |
| (4709) Ennomos                         | Jupiter-Trojaner         |
| (263613) Enol                          | Hauptgürtel              |
| (27349) Enos                           | Hauptgürtel              |
| (52457) Enquist                        | Hauptgürtel              |
| (31153) Enricaparri                    | Hauptgürtel              |
| (25216) Enricobernardi                 | Hauptgürtel              |
| (37573) Enricocaruso                   | Hauptgürtel              |
| (210032) Enricocastellani              | Hauptgürtel              |
| (65848) Enricomari                     | Hauptgürtel              |
| (48720) Enricomentana                  | Hauptgürtel              |
| (33010) Enricoprosperi                 | Hauptgürtel              |
| (20197) Enriques                       | Hauptgürtel              |
| (9070) Ensab                           | Hauptgürtel              |
| (2819) Ensor                           | Hauptgürtel              |
| (9777) Enterprise                      | Hauptgürtel              |
| (4272) Entsuji                         | Hauptgürtel              |
| (21522) Entwisle                       | Hauptgürtel              |
| (24641) Enver                          | Hauptgürtel              |
| (6433) Enya                            | Hauptgürtel              |
| (52480) Enzomora                       | Hauptgürtel              |
| (221) Eos                              | Hauptgürtel              |
| (12301) Eötvös                         | Hauptgürtel              |
| (5259) Epeigeus                        | Jupiter-Trojaner         |
| (2148) Epeios                          | Jupiter-Trojaner         |
| (129342) Ependes                       | Hauptgürtel              |
| (5350) Epetersen                       | Hauptgürtel              |
| (23549) Epicles                        | Jupiter-Trojaner         |
| (5954) Epikouros                       | Hauptgürtel              |
| (1810) Epimetheus                      | Hauptgürtel              |
| (23382) Epistrophos                    | Jupiter-Trojaner         |
| (198993) Epoigny                       | Hauptgürtel              |
| (3838) Epona                           | Apollo-Typ               |
| (8586) Epops                           | Hauptgürtel              |
| (21484) Eppard                         | Hauptgürtel              |
| (2928) Epstein                         | Hauptgürtel              |
| (802) Epyaxa                           | Hauptgürtel              |
| (128054) Eranyavneh                    | Hauptgürtel              |
| (7907) Erasmus                         | Hauptgürtel              |
| (62) Erato                             | Hauptgürtel              |
| (3251) Eratosthenes                    | Hauptgürtel              |
| (5621) Erb                             | Marsbahnkreuzer          |
| (40106) Erben                          | Hauptgürtel              |
| (3674) Erbisbühl                       | Marsbahnkreuzer          |
| (3114) Ercilla                         | Hauptgürtel              |
| (7961) Ercolepoli                      | Hauptgürtel              |
| (894) Erda                             | Hauptgürtel              |
| (241363) Érdibálint                    | Hauptgürtel              |
| (55759) Erdmannsdorff                  | Hauptgürtel              |
| (17369) Eremeeva                       | Hauptgürtel              |
| (5019) Erfjord                         | Hauptgürtel              |
| (1254) Erfordia                        | Hauptgürtel              |
| (282669) Erguël                        | Hauptgürtel              |
| (1402) Eri                             | Hauptgürtel              |
| (4954) Eric                            | Amor-Typ                 |
| (26672) Ericabrooke                    | Hauptgürtel              |
| (18790) Ericaburden                    | Hauptgürtel              |
| (33456) Ericacurran                    | Hauptgürtel              |
| (13272) Ericadavid                     | Hauptgürtel              |
| (95024) Ericaellingson                 | Hauptgürtel              |
| (23110) Ericberne                      | Hauptgürtel              |
| (25901) Ericbrooks                     | Hauptgürtel              |
| (30199) Ericbrown                      | Hauptgürtel              |
| (128327) Ericcarranza                  | Hauptgürtel              |
| (13858) Ericchristensen                | Hauptgürtel              |
| (34791) Ericcraine                     | Hauptgürtel              |
| (28662) Ericduran                      | Hauptgürtel              |
| (28952) Ericepstein                    | Hauptgürtel              |
| (28309) Ericfein                       | Hauptgürtel              |
| (30368) Ericferrante                   | Hauptgürtel              |
| (10841) Ericforbes                     | Hauptgürtel              |
| (25678) Ericfoss                       | Hauptgürtel              |
| (319227) Erichbär                      | Hauptgürtel              |
| (30073) Erichen                        | Hauptgürtel              |
| (7940) Erichmeyer                      | Hauptgürtel              |
| (9430) Erichthonios                    | Jupiter-Trojaner         |
| (9620) Ericidle                        | Hauptgürtel              |
| (14544) Ericjones                      | Hauptgürtel              |
| (25264) Erickeen                       | Hauptgürtel              |
| (25430) Ericlarson                     | Hauptgürtel              |
| (28449) Ericlau                        | Hauptgürtel              |
| (15929) Ericlinton                     | Hauptgürtel              |
| (209209) Ericmarsh                     | Hauptgürtel              |
| (172985) Ericmelin                     | Hauptgürtel              |
| (299755) Ericmontellese                | Hauptgürtel              |
| (129119) Ericmuhle                     | Hauptgürtel              |
| (121103) Ericneilsen                   | Hauptgürtel              |
| (24412) Ericpalmer                     | Hauptgürtel              |
| (17807) Ericpearce                     | Hauptgürtel              |
| (129160) Ericpeters                    | Hauptgürtel              |
| (454329) Ericpiquette                  | Hauptgürtel              |
| (249530) Ericrice                      | Hauptgürtel              |
| (19813) Ericsands                      | Hauptgürtel              |
| (25479) Ericshyu                       | Hauptgürtel              |
| (5705) Ericsterken                     | Hauptgürtel              |
| (20491) Ericstrege                     | Hauptgürtel              |
| (9988) Erictemplebell                  | Hauptgürtel              |
| (28398) Ericthomas                     | Hauptgürtel              |
| (718) Erida                            | Hauptgürtel              |
| (3512) Eriepa                          | Hauptgürtel              |
| (163) Erigone                          | Hauptgürtel              |
| (636) Erika                            | Hauptgürtel              |
| (31175) Erikafuchs                     | Hauptgürtel              |
| (20367) Erikagibb                      | Hauptgürtel              |
| (33044) Erikdavy                       | Hauptgürtel              |
| (15170) Erikdeul                       | Hauptgürtel              |
| (23801) Erikgustafson                  | Hauptgürtel              |
| (4044) Erikhøg                         | Hauptgürtel              |
| (15621) Erikhovland                    | Hauptgürtel              |
| (11307) Erikolsson                     | Hauptgürtel              |
| (11521) Erikson                        | Hauptgürtel              |
| (24066) Eriksorensen                   | Hauptgürtel              |
| (129955) Eriksyrstad                   | Hauptgürtel              |
| (5331) Erimomisaki                     | Hauptgürtel              |
| (2167) Erin                            | Hauptgürtel              |
| (28655) Erincolfax                     | Hauptgürtel              |
| (22705) Erinedwards                    | Hauptgürtel              |
| (19003) Erinfrey                       | Hauptgürtel              |
| (25378) Erinlambert                    | Hauptgürtel              |
| (133834) Erinmorton                    | Hauptgürtel              |
| (12548) Erinriley                      | Hauptgürtel              |
| (27570) Erinschumacher                 | Hauptgürtel              |
| (18662) Erinwhite                      | Hauptgürtel              |
| (462) Eriphyla                         | Hauptgürtel              |
| (136199) Eris                          | Transneptunisches Objekt |
| (197870) Erkman                        | Hauptgürtel              |
| (4681) Ermak                           | Hauptgürtel              |
| (21696) Ermalmquist                    | Hauptgürtel              |
| (13850) Erman                          | Hauptgürtel              |
| (705) Erminia                          | Hauptgürtel              |
| (3657) Ermolova                        | Hauptgürtel              |
| (406) Erna                             | Hauptgürtel              |
| (12878) Erneschiller                   | Hauptgürtel              |
| (698) Ernestina                        | Hauptgürtel              |
| (7349) Ernestmaes                      | Hauptgürtel              |
| (39699) Ernestocorte                   | Hauptgürtel              |
| (21581) Ernestoruiz                    | Hauptgürtel              |
| (330856) Ernsthelene                   | Hauptgürtel              |
| (15265) Ernsting                       | Hauptgürtel              |
| (11042) Ernstweber                     | Hauptgürtel              |
| (433) Eros                             | Amor-Typ                 |
| (199687) Erősszsolt                    | Hauptgürtel              |
| (311785) Erwanmazarico                 | Hauptgürtel              |
| (15263) Erwingroten                    | Hauptgürtel              |
| (185638) Erwinschwab                   | Hauptgürtel              |
| (9542) Eryan                           | Hauptgürtel              |
| (889) Erynia                           | Hauptgürtel              |
| (8020) Erzgebirge                      | Hauptgürtel              |
| (9950) ESA                             | Amor-Typ                 |
| (6920) Esaki                           | Hauptgürtel              |
| (4195) Esambaev                        | Hauptgürtel              |
| (9368) Esashi                          | Hauptgürtel              |
| (5095) Escalante                       | Hauptgürtel              |
| (9909) Eschenbach                      | Hauptgürtel              |
| (96206) Eschenberg                     | Hauptgürtel              |
| (4444) Escher                          | Hauptgürtel              |
| (1509) Esclangona                      | Hauptgürtel              |
| (30036) Eshamaiti                      | Hauptgürtel              |
| (20809) Eshinjolly                     | Hauptgürtel              |
| (10481) Esipov                         | Hauptgürtel              |
| (30275) Eskow                          | Hauptgürtel              |
| (16247) Esner                          | Hauptgürtel              |
| (14120) Espenak                        | Hauptgürtel              |
| (1421) Esperanto                       | Hauptgürtel              |
| (2253) Espinette                       | Marsbahnkreuzer          |
| (284029) Esplugafrancoli               | Hauptgürtel              |
| (14026) Esquerdo                       | Hauptgürtel              |
| (7363) Esquibel                        | Hauptgürtel              |
| (133243) Essen                         | Hauptgürtel              |
| (16578) Essjayess                      | Hauptgürtel              |
| (16641) Esteban                        | Hauptgürtel              |
| (14681) Estellechurch                  | Hauptgürtel              |
| (16998) Estelleweber                   | Hauptgürtel              |
| (4638) Estens                          | Hauptgürtel              |
| (11517) Esteracuna                     | Hauptgürtel              |
| (22744) Esterantonucci                 | Hauptgürtel              |
| (11694) Esterhuysen                    | Hauptgürtel              |
| (622) Esther                           | Hauptgürtel              |
| (1541) Estonia                         | Hauptgürtel              |
| (11697) Estrella                       | Hauptgürtel              |
| (5416) Estremadoyro                    | Hauptgürtel              |
| (10374) Etampes                        | Hauptgürtel              |
| (27074) Etatolia                       | Hauptgürtel              |
| (12916) Eteoneus                       | Jupiter-Trojaner         |
| (30473) Ethanbutson                    | Hauptgürtel              |
| (32630) Ethanlevy                      | Hauptgürtel              |
| (27619) Ethanmessier                   | Hauptgürtel              |
| (32057) Ethannovek                     | Hauptgürtel              |
| (19640) Ethanroth                      | Hauptgürtel              |
| (2032) Ethel                           | Hauptgürtel              |
| (331) Etheridgea                       | Hauptgürtel              |
| (1432) Ethiopia                        | Hauptgürtel              |
| (3456) Etiennemarey                    | Hauptgürtel              |
| (11249) Etna                           | Hauptgürtel              |
| (7647) Etrépigny                       | Hauptgürtel              |
| (174801) Etscorn                       | Hauptgürtel              |
| (8691) Etsuko                          | Hauptgürtel              |
| (20804) Etter                          | Hauptgürtel              |
| (29428) Ettoremajorana                 | Hauptgürtel              |
| (34993) Euaimon                        | Jupiter-Trojaner         |
| (6696) Eubanks                         | Hauptgürtel              |
| (1119) Euboea                          | Hauptgürtel              |
| (181) Eucharis                         | Hauptgürtel              |
| (99950) Euchenor                       | Jupiter-Trojaner         |
| (4354) Euclides                        | Hauptgürtel              |
| (9019) Eucommia                        | Hauptgürtel              |
| (9020) Eucryphia                       | Hauptgürtel              |
| (217) Eudora                           | Hauptgürtel              |
| (228110) Eudorus                       | Jupiter-Trojaner         |
| (11709) Eudoxos                        | Hauptgürtel              |
| (4063) Euforbo                         | Jupiter-Trojaner         |
| (207319) Eugenemar                     | Hauptgürtel              |
| (45) Eugenia                           | Hauptgürtel              |
| (249540) Eugeniescott                  | Hauptgürtel              |
| (18861) Eugenishmidt                   | Hauptgürtel              |
| (743) Eugenisis                        | Hauptgürtel              |
| (19499) Eugenybiryukov                 | Hauptgürtel              |
| (5664) Eugster                         | Hauptgürtel              |
| (247) Eukrate                          | Hauptgürtel              |
| (495) Eulalia                          | Hauptgürtel              |
| (55749) Eulenspiegel                   | Hauptgürtel              |
| (2002) Euler                           | Hauptgürtel              |
| (12972) Eumaios                        | Jupiter-Trojaner         |
| (5436) Eumelos                         | Jupiter-Trojaner         |
| (23668) Eunbekim                       | Hauptgürtel              |
| (7152) Euneus                          | Jupiter-Trojaner         |
| (31903) Euniceyou                      | Hauptgürtel              |
| (185) Eunike                           | Hauptgürtel              |
| (15) Eunomia                           | Hauptgürtel              |
| (630) Euphemia                         | Hauptgürtel              |
| (382238) Euphemus                      | Jupiter-Trojaner         |
| (13963) Euphrates                      | Hauptgürtel              |
| (31) Euphrosyne                        | Hauptgürtel              |
| (3655) Eupraksia                       | Hauptgürtel              |
| (5261) Eureka                          | Mars-Trojaner            |
| (2930) Euripides                       | Hauptgürtel              |
| (52) Europa                            | Hauptgürtel              |
| (8968) Europaeus                       | Hauptgürtel              |
| (4007) Euryalos                        | Jupiter-Trojaner         |
| (527) Euryanthe                        | Hauptgürtel              |
| (3548) Eurybates                       | Jupiter-Trojaner         |
| (29314) Eurydamas                      | Jupiter-Trojaner         |
| (75) Eurydike                          | Hauptgürtel              |
| (195) Eurykleia                        | Hauptgürtel              |
| (9818) Eurymachos                      | Jupiter-Trojaner         |
| (5012) Eurymedon                       | Jupiter-Trojaner         |
| (79) Eurynome                          | Hauptgürtel              |
| (4501) Eurypylos                       | Jupiter-Trojaner         |
| (8317) Eurysaces                       | Jupiter-Trojaner         |
| (27) Euterpe                           | Hauptgürtel              |
| (164) Eva                              | Hauptgürtel              |
| (29456) Evakrchová                     | Hauptgürtel              |
| (171465) Evamaria                      | Hauptgürtel              |
| (26340) Evamarková                     | Hauptgürtel              |
| (17697) Evanchen                       | Hauptgürtel              |
| (26682) Evanfletcher                   | Hauptgürtel              |
| (20873) Evanfrank                      | Hauptgürtel              |
| (24369) Evanichols                     | Hauptgürtel              |
| (29663) Evanmackay                     | Hauptgürtel              |
| (25722) Evanmarshall                   | Hauptgürtel              |
| (24140) Evanmirts                      | Hauptgürtel              |
| (21568) Evanmorikawa                   | Hauptgürtel              |
| (28168) Evanolin                       | Hauptgürtel              |
| (3032) Evans                           | Hauptgürtel              |
| (34892) Evapalisa                      | Hauptgürtel              |
| (2130) Evdokiya                        | Hauptgürtel              |
| (503) Evelyn                           | Hauptgürtel              |
| (2656) Evenkia                         | Hauptgürtel              |
| (33002) Everest                        | Hauptgürtel              |
| (14593) Everett                        | Hauptgürtel              |
| (2664) Everhart                        | Hauptgürtel              |
| (14439) Evermeersch                    | Hauptgürtel              |
| (260676) Evethuriere                   | Hauptgürtel              |
| (12979) Evgalvasil’ev                  | Hauptgürtel              |
| (7628) Evgenifedorov                   | Hauptgürtel              |
| (24609) Evgenij                        | Hauptgürtel              |
| (5675) Evgenilebedev                   | Hauptgürtel              |
| (17173) Evgenyamosov                   | Hauptgürtel              |
| (29806) Eviesobczak                    | Hauptgürtel              |
| (1569) Evita                           | Hauptgürtel              |
| (24648) Evpatoria                      | Hauptgürtel              |
| (4234) Evtushenko                      | Hauptgürtel              |
| (50412) Ewen                           | Hauptgürtel              |
| (12843) Ewers                          | Hauptgürtel              |
| (9499) Excalibur                       | Hauptgürtel              |
| (8591) Excubitor                       | Hauptgürtel              |
| (183288) Eyer                          | Hauptgürtel              |
| (20252) Eyjafjallajökull               | Hauptgürtel              |
| (28396) Eymann                         | Hauptgürtel              |
| (9756) Ezaki                           | Hauptgürtel              |
| (48640) Eziobosso                      | Hauptgürtel              |
| (24245) Ezratty                        | Hauptgürtel              |